# Лобеданц, Рейнгольд
Ре́йнгольд Ло́беданц (иногда Рейнхольд, нем. Reinhold Lobedanz; 29 августа 1880, Шверин — 5 июня 1955) — немецкий государственный деятель в ГДР. Член ХДС. Председатель Палаты земель ГДР в 1949—1955 годах.

## Биография
Родился в Шверине в немецко-датской семье. Его отец был преподавателем гимназии, мать — учительницей. По окончании средней школы в 1890—1899 годах изучал право в Гейдельберге, Лейпциге и Ростоке. В 1907 году сдал свой первый экзамен и стал доктором юридических наук. После Первой мировой войны вступил в Немецкую демократическую партию. После Второй мировой войны стал одним из учредителей и руководителей ХДС в советской зоне оккупации Германии. С 1949 года и до своей смерти был членом и председателем Палаты земель ГДР.